# Apple ProDOS
ProDos fue el nombre para los dos sistemas operativos de la serie de ordenadores personales Apple II. El ProDos original, renombrado ProDos 8 en la versión 1.2, fue el último sistema operativo oficial que podía utilizarse en todas las series de ordenadores Apple II, y se distribuyó desde 1983 hasta 1993. El otro sistema operativo fue llamado ProDos 16, consiguió aprovechar la capacidad de 16-bits del Apple IIGS, pero su duración fue corta ya que se sustituyó por GS / OS en un año.
ProDos fue comercializado por Apple y en 10 meses después de su lanzamiento en enero de 1983 ya se había convertido en el sistema operativo más popular de la serie de ordenadores Apple II.

## Antecedentes
ProDos salió a la luz para subsanar las deficiencias en el sistema de Apple anterior (llamado simplemente DOS), que comenzaba a mostrar su edad. DOS solo tenía soporte para discos flexibles de 5,25" y requería parches para usar periféricos como discos duros y unidades de disquete de 3,5". ProDos añadió un método estándar de acceso ROM basado en drivers mediante tarjetas de expansión, para la expansión de los discos duros, ampliando el tamaño de volumen máximo de 400 Kilobytes a 32 Megabytes, introdujo soporte para jerarquía de subdirectorios (una característica fundamental para la organización del espacio en los discos duros), y añadió soporte para discos RAM en máquinas con 128KB de memoria, o más.
Con ProDOS se abordaron los problemas mediante el manejo de interrupciones hardware, e incluyeron una documentación bien definida sobre la programación de la interfaz, que DOS siempre había carecido. Aunque ProDOS tenía soporte para reloj en tiempo real (RTC), este soporte no fue realmente utilizado hasta la llegada del Apple IIGS, el primero de la serie AppleII en incluir un reloj en tiempo real de serie. Sin embargo había disponibles relojes de terceros para el Plus II, IIe y IIc.
ProDos, a diferencia de versiones anteriores DOS de Apple, tiene sus raíces de desarrollo en SOS, el sistema operativo para el ordenador Apple III lanzado en 1980.
Su formato de disco y la interfaz de programación eran completamente diferentes a las de DOS, y ProDOS no sabía leer ni escribir discos DOS 3.3, salvo mediante una utilidad de conversión. Mientras que el formato de bajo nivel de pista y sector de los discos DOS 3.3 se mantuvo en los discos de 5,25”, pero el sistema de archivos y directorios de alto nivel eran completamente diferentes. Por esta razón, la mayoría de los programas en lenguaje máquina que funcionaban bajo DOS no funcionaban bajo ProDOS. Sin embargo, la mayoría de los programas en BASIC funcionaban, aunque a veces requerían algunos pequeños cambios. Un tercer programa llamado DOS.MASTER permitía a los usuarios tener múltiples particiones virtuales de DOS 3.3 en ProDOS.
Con el lanzamiento de ProDOS llegó el fin del soporte para el modelo original de Integer BASIC del Apple II, que hacía tiempo que había sido eficazmente reemplazado por Applesoft BASIC y el Apple II Plus. Considerando que el DOS 3.3 siempre había tenido soporte integrado para la programación BASIC, en ProDOS se le dio este trabajo a un programa separado del sistema llamado BASIC.SYSTEM, que una vez lanzado podía escribir y ejecutar programas en Applesoft BASIC. BASIC siguió siendo incorporado en las ROMs de Apple; BASIC.SYSTEM no era más que una mejora del intérprete de comandos que permite acceder a programas en BASIC en ProDOS. BASIC.SYSTEM requería casi tanta memoria como el conjunto de DOS 3.3.

## Requerimientos
Todas las ediciones de ProDOS necesitan un ordenador de la serie Apple II o licencia compatible. 
ProDOS 8 necesita 64KB de memoria para funcionar. El ProDOS original (8) desde la versión 1.0 hasta la versión 1.0.2 necesitan solo 48KB para el núcleo, pero casi todos los programas, incluido el BASIC.SYSTEM necesarios para el aprovechamiento de Applesoft BASIC , requieren 64KB, haciendo en la práctica un sistema de 48KB inútil para el ProDOS, así que el soporte a máquinas de 48kB fue eliminado en la versión 1.1. 
ProDOS 8 versión 2.x requiere un procesador 65C02 o superior. ProDOS 8 2.x se ejecuta en 64 KB, pero los programas de utilidades necesitan 128KB en el disco del sistema. Los sistemas con procesador 6502 en vez de un 65C02 debían utilizar versiones anteriores a la versión 2.0 de ProDOS 8.
ProDOS 16 necesitaba un Apple IIGS.

### Sin licencia para clones del Apple II
Con el lanzamiento de la versión ProDOS 1,01 y superiores, fue añadida una comprobación para ver si el sistema operativo se estaba ejecutando en un equipo oficial fabricado por Apple. Si la palabra "Apple" se encontraba en el firmware ROM del ordenador, ProDOS se cargaba en modo normal. Si también se encontraban palabras como por ejemplo ("Golden", "Franklin", "Elite") ProDOS se negaba a iniciar, cerrando en la pantalla de inicio. Esta medida fue tomada por Apple Computer para desalentar su uso ilegal y sin licencia clones del Apple II. Aun así todavía era posible ejecutar las nuevas versiones de ProDOS en los clones, pero los usuarios tenían que aplicar un pequeño parche a todas las versiones siguientes de ProDOS. Algunos usuarios llegaron tan lejos como para sustituir su chip ROM físico con una copia de una versión ilegal de la ROM de Apple, o en su defecto, un parche personalizado de la ROM añadiendo el nombre de “Apple”.

## Disponibilidad
Las imágenes del disco de sistema ProDOS se pueden descargar legalmente desde varios sitios Web del grupo. También se pueden comprar el disco de Syndicomm, que se distribuye bajo la licencia de Apple Computer.

## Soporte de disco
ProDOS 8 soporta de forma nativa unidades de disquete compatibles con Disk II, una unidad de RAM de aproximadamente 59KB, y dispositivos inteligentes con un método estandarizado en aceptación de bloque de lectura y escritura. Tiene soporte para archivos dispersos.